# Solti Árpád
Solti Árpád (Kiskunhalas, 1986. május 29. –) Junior Prima díjas zeneszerző.

## Életútja
Zenei tanulmányait a kiskőrösi Alapfokú Művészeti Iskolában kezdte. Középiskolai zongora és ütő tanulmányokat a kecskeméti Kodály Zoltán Zeneművészeti Szakközépiskolában (2001–2005) és a Bartók Béla Zeneművészeti Szakközépiskolában (2005–2006) folytatott, közben magánúton képezte magát zeneszerzésre Huszár Lajos irányításával (2002–2006). Az érettségi vizsga után felvételt nyert a Liszt Ferenc Zeneművészeti Egyetem (2006–2011) zeneszerzés szakára ahol Jeney Zoltán és Fekete Gyula voltak a mesterei. 2011 óta a Zeneakadémia Zeneszerzés DLA programjának doktorandusz hallgatója. 2012-ben egyéves Erasmus csereprogram keretében a brüsszeli Koninklijk Conservatoriumban hallgatta Jan Van Landaghem kurzusait. 2014 óta a Göteborgi Egyetem hallgatója zeneszerzés és zongora szakokon. A Studio 5 tagja.
A 2019. december 16-án a németországi Neussban bemutatásra kerülő Torso Modi című összművészeti project egyik zeneszerzője, Varga Judit, Balogh Máté és Tornyai Péter mellett. A műveket az Észak-Rajna-Vesztfáliai Kulturális Alap rendelte, 30 éves fennállásának alkalmából. Az ősbemutatón az Asasello Quartet játszott. Stephanie Thiersch tánckoreográfiáját a salzburgi Bodhi Project adta elő. A produkciót később Berlinben és Budapesten is megismételték.

## Fontosabb művei
2013 La Violetta– egyfelvonásos opera
2012 Wien– szimfonikus zenekarra (BM Duna Szimfonikus Zenekar– Duna Palota)
2012 Nakonxipán– szimfonikus költemény zenekarra és ütőhangszerekre (Palotás Gábor ütőhangszeres művész és a Kecskeméti Szimfonikus Zenekar felkérése írott mű)
2011 Haláltánc– balett (elektronika; Pécsi Balett - Nemzeti Táncszínház)
2010 Aktok– szimfonikus költemény (szimfonikus zenekar; Concerto Budapest - Művészetek Palotájának Bartók Béla Nemzeti Hangverseny Terme)
2010 Állatmesék– balett (kamara együttes; BaDora társulat - Nemzeti Táncszínház)
2009 A Dunánál– József Attila versére (kórus, szimfonikus zenekar; Óbudai Danubia Zenekar és a Nemzeti Énekkar -  Parlament Kupola terem)
2008 Noktürn (ütő együttes; Széchenyi István Egyetem Zeneművészeti Karának Ütő együttese, 2009-es Győri Tavaszi Fesztivál)
2008 Pulzációk (kamara együttes, Nostri Temporis együttes, Axes fesztiválon - Krakkó)
2006-2008: Szonatina négy timpanira (szóló ütő, kötelező felvételi darab a Liszt Ferenc Zeneművészeti Egyetem ütőhangszer tanszak Master képzésére)

## Versenyeredményei
2012: Duna Szimfonikus Zenekar Zeneszerzőverseny, I. díj, különdíj (a zenekari művészek szavazata alapján), Budapest– Wien
2011: UMZF Zeneszerzőverseny, nagyzenekari kategória, III. díj, Budapest– Aktok
2011: LFZE Zeneszerzőverseny, III. díj, Budapest– Trois chansons
2010: LFZE Zeneszerzőverseny, zongora-előadói különdíj, Budapest
2009: Ifjúsági Kortárs Zenei Estek, Közönségdíj, Budapest– Szonatina négy timpanira
2009: Színművészeti Egyetem sanzonversenye, Legjobb dalszerző, Budapest– Várjon
2009: LFZE Zeneszerzőverseny, Bozay társaság különdíja, zongora-előadói különdíj, Budapest– Pulzációk II.
2009: A Magyar Köztársaság születésének 20. évfordulója alkalmából meghirdetett ünnepi zeneműpályázat, dicséret, Magyar Televízió felvétele, Budapest– A Dunánál